# Жаскешу (Тюлькубасский район)
Жаскешу (каз. Жаскешу, до 1993 г. — Корниловка) — село в Тюлькубасском районе Туркестанской области Казахстана. Административный центр Жаскешуского сельского округа. Находится примерно в 15 км к западу от районного центра села им. Турара Рыскулова. Код КАТО — 516045100.

## История
Переселенческое село Корниловка основано в 1887 г.

## Население
В 1999 году население села составляло 4169 человек (2090 мужчин и 2079 женщин). По данным переписи 2009 года, в селе проживал 4561 человек (2295 мужчин и 2266 женщин).